# Tódaidzsi

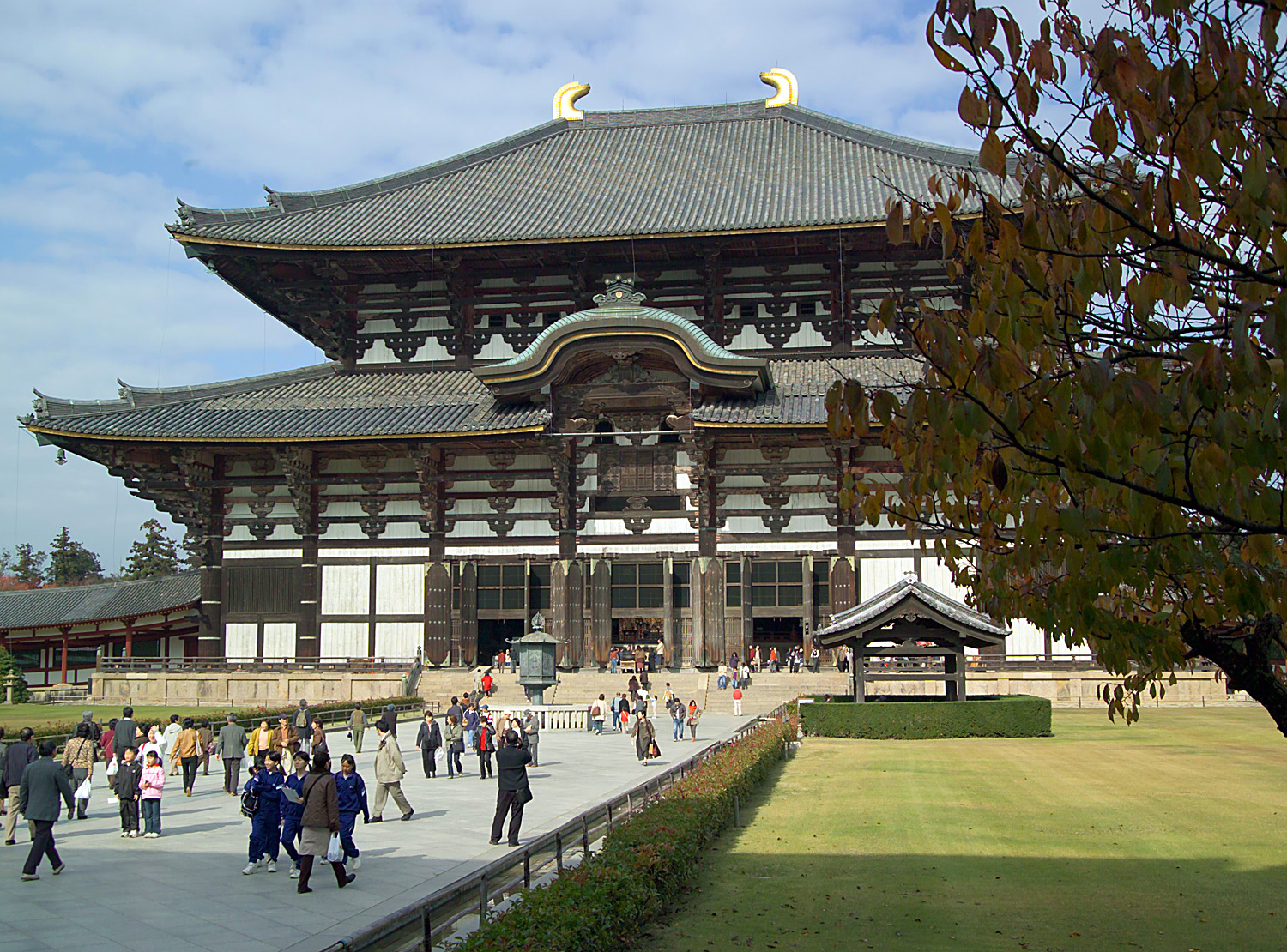
Tódaidzsi (東大寺), Daibucuden (大仏殿)

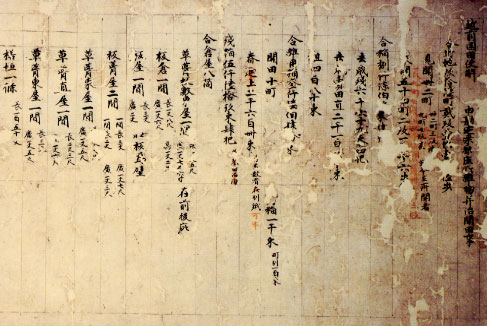
757-es feljegyzése Ecsizen tartomány
földjeiről, melyeken templom található

A Tódaidzsi (東大寺; Keleti Nagy Templom) buddhista templomkomplexum Japánban, Nara városában. Az itt található Nagy Buddha Csarnok (大仏殿 Daibucuden) ad otthont a világ legnagyobb bronz Buddha-szobrának. Emellett a templom a Kegon Buddhista Iskola központjául is szolgál. A templom további hét templommal és szentéllyel egyetemben az UNESCO világörökségét képezik az ősi Nara történelmi műemlékei néven. Területén szabadon élhetnek a szikaszarvasok, melyeket a sintó hitvilágban az istenek „szócsövének” tartanak.

## Történelem
Miután 710-ben a Japán főváros és a császári udvari székhely az akkori Heidzsó-kjó lett (a mai Nara) és a buddhizmus egyre erősödött (melyet a császári udvar is támogatott), nagy buddhista templomegyüttesek sorát telepítették át a városba. Emiatt Narában 720-ban már állítólag 48 templom állt.
Az első templomépítkezés a mai templom komplexum helyén 728-ra tehető, amikor Sómu császár létrehozta a Kinsószen-dzsit (金鐘山寺), ezzel mutatva ki megbékélési szándékát elsőszülött fia, valamint annak hitvese, a Fudzsivara házból származó Kómjósi iránt.
A Tenpjó-korszak idején Japánt természeti katasztrófák és járványok sújtották. Miután Sómu császár tapasztalta ezeket a problémákat 741-ben kiadott egy rendeletet, mellyel az egész ország területén támogatta a vidéki templomépítkezéseket. Ekkor nevezték ki a Tódaidzsit Jamato tartomány (大和国) hivatalos templomává, illetve az összes tartományi templomok főtemplomává.
A japán architektúra történetében példátlanul nagyméretű templomegyüttes építése 743-ban kezdődött meg, s mintegy húsz esztendővel később ért véget. A templom krónikája szerint munkálataiban több mint 50 000 ács és 37 000 vasmunkás működött közre.
729-ben a Nagaja vezette állítólagos államcsínyt és a 735-737 körül kitörő himlő járványt csak súlyosbította az egymást követő évek rossz termése, majd végül a Fudzsivara no Higocu vezette lázadás 740-ben kaotikus helyzetbe sodorta az országot. A bizonytalanság szintjét az is jelezte ebben az időszakban, hogy Sómu császár négyszer is kénytelen volt áthelyezni a fővárost.

### A japán buddhizmusban betöltött szerepe

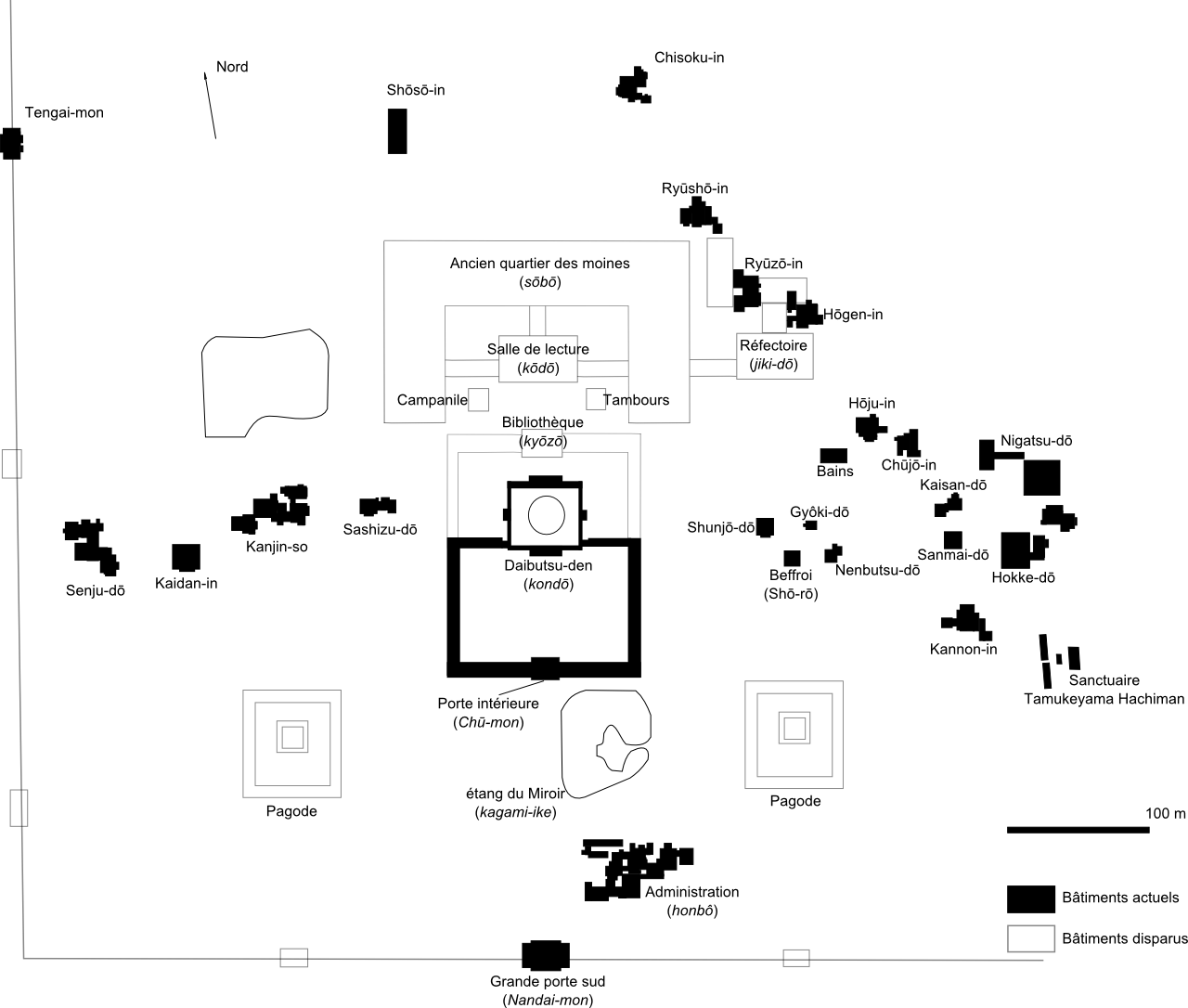
Tódaidzsi térképe

A Ricurjó-rendszer kormányzata alatt, a Nara korszak idején az állam erősen szabályozta a Buddhizmust a Szógók (僧綱) által. Ez idő alatt a Tódaidzsi volt a központi közigazgatási temploma a provincia összes többi templomának valamint a hat buddhista iskolának Japánban. A hat iskola: Hosszo, Kegon, Dzsódzsicu, Szanron, Ricu és Kusza. Az e korból származó levelek is bizonyítják, hogy a hat buddhista templomnak voltak saját hivatalaik, adminisztrátoraik, oltáraik és könyvtára is a Tódaidzsiben.
754-ben itt szentelték fel Gandzsint, aki 12 év megpróbáltatás után tudott átkelni a Kínai-tengeren, majd később buddhista szerzetesek, mint például Kúkai és Szaicsó is itt tartották meg szentté avatásukat. Kúkai Szógó rendszere alatt már több ceremóniát kötöttek a Tódaidzsihez, beleértve az ezoterikus tanokat, a Bódhiszattva tanokat a Brahma Net Szútrából és Kúkai saját maga által alapított Singon irányzat tanait. Emellett a Tódaidzsi híres Szuni-e ceremóniáját, mely a mai napig él Japánban a 9. század körül hozta létre egy Dzsicsú nevű szerzetes.

### A hanyatlás időszaka
Ahogyan a japán buddhizmus központja Naraból a Hiei-hegy és a Tendai szekta felé tolódott, illetve, amikor a politikai és közigazgatási központ átkerült Kamakurába, folyamatosan csökkenni kezdett a Tódaidzsi jelentőségének szerepe. Később a Vinaja-ág is eltűnt, annak ellenére, hogy többször is megismételt kísérletek voltak arra, hogy felélesszék. Ezek után nem volt több pappá szentelés a Tódaidzsiben.

## Építészet

### Kezdeti építkezések

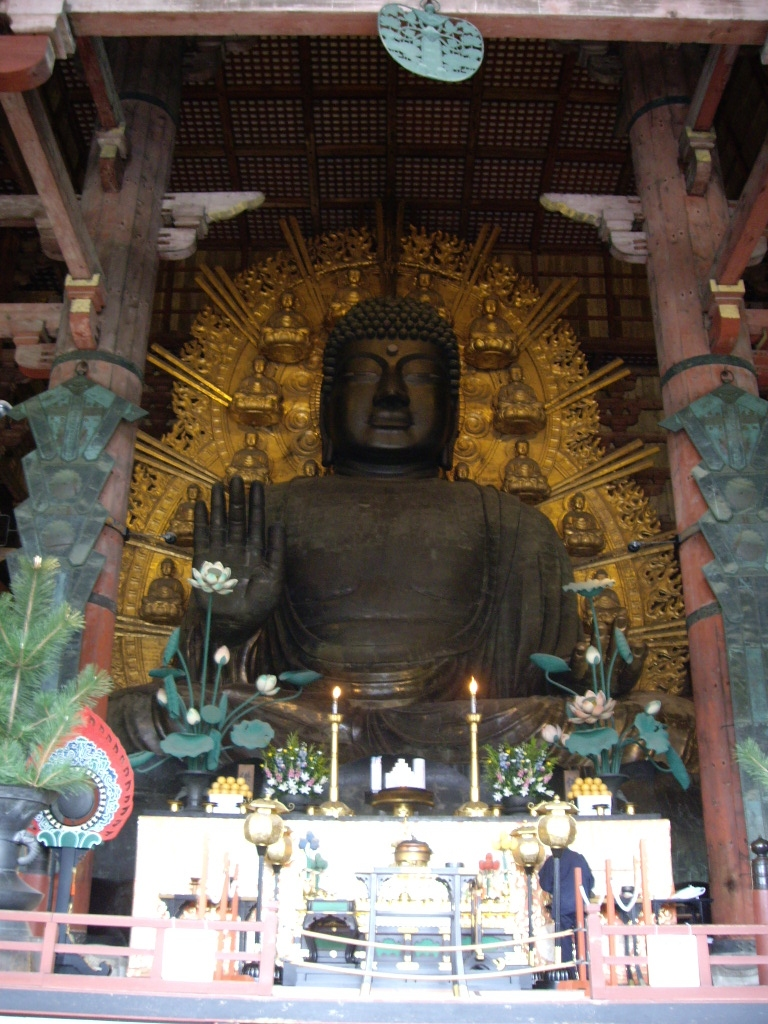
A Daibucuden (大仏殿) található Daibucu (大仏), mely a világ legnagyobb bronzból készült Buddha szobra

743-ban Sómu császár kiadott egy törvényt, melyben az állt, hogy az embereknek közvetlenül részt kell venniük új Buddha templomok építésében egész Japánban. Személyes meggyőződése volt, hogy Buddha látván vallásosságukat, megvédi az országot az esetleges jövőbeli katasztrófáktól. Az építkezés anyagi finanszírozása érdekében egy Gjóki nevű szerzetes és tanítványai tartományról tartományra jártak, hogy adományt kérjenek. A Tódaidzsiről szóló nyilvántartások szerint, összesen több mint 2 600 000 ember segített megépíteni a Nagy Buddhát és a csarnokát.
A 16 méter magas szobor nyolc öntéssel, három éven keresztül készült. Az építkezés Sigarakiban kezdődött, azonban csak 745-ben, magát a szobrot 751-ben fejezték be Narában. A világ legnagyobb bronz Buddha szobra tűzvész és földrengések következtében megrongálódott, többször újjá kellett építeni, ezért csak talapzata és lótuszvirág levelei eredetiek. A szobor befejezését 752-ben ünnepelték meg először egy szemfelnyitási ceremónia keretében, melyet a mai napig évente megrendeznek. A 452 tonnás szobor elkészítésére sok időt és pénzt vett igénybe, ráadásul a rendelkezésre álló bronz nagy részét is felhasználták, ezért megépítése korántsem kedvezett a japán gazdaságnak.
Az eredeti komplexum két 100 méteres pagodát is magába foglalt, melyek talán a második legmagasabb építmények voltak az egyiptomi piramisok után. A pagodákat földrengés pusztította el. A Sószó-in egy raktárépület volt és manapság rengeteg tárgyat tartalmaz a Japán történelem Tenpjo-korszakából.

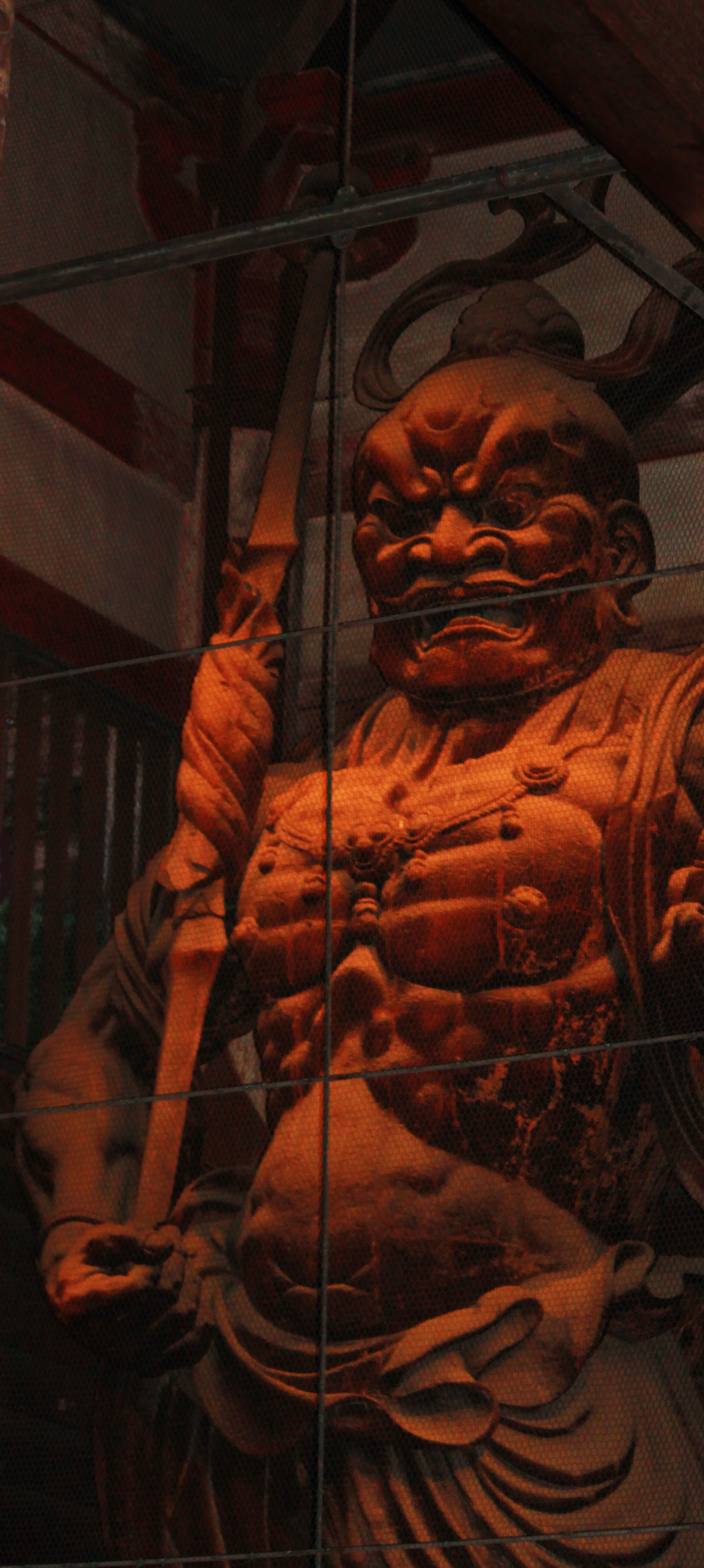
Nió; két kb. 8,5 m magas őrző a Tódaidzsi bejáratánál. Az egyiknek a nyitott, a másiknak a csukott szája az életet és a halált, a kezdetet és a véget szimbolizálják.

### Rekonstrukciók a késő Nara korszakban
A Nagy Buddha Csarnokot (大仏殿) kétszer építették újra tűzvész miatt. A jelenlegi épületet 1709-ben fejezték be, mely annak ellenére, hogy 57 méter hosszú és 50 méter széles 30%-kal kisebb az elődjénél. 1998-ig ez volt a világ legnagyobb fából készült épülete, mára azonban túltett rajta többek között a japán baseball stadion, az Odate Dzsukai Dome is. A Nagy Buddha szobor átdolgozására különböző okok miatt több alkalommal is sor került. A szobor jelenlegi kezeit a Momojama időszak során (1568-1615), a fejét az Edo időszakban (1615-1867) készítették el.
Miután az 1180-as év utolsó napjaiban a Tairák harcosai felgyújtották a Tódaidzsit, az újjáépítését egy bizonyos Sundzsóbó Csógen pap és építész vezette, akinek a nevéhez fűződik még továbbá a japán középkori építészet kialakulása. A Tódaidzsi újjáépítési munkálatait valószínűleg nem maga Csógen, hanem egy kínai mester irányította. Egyes jelek arra utalnak, hogy a japán építőmunkások és a kínai építész között jelentős nézeteltérések merültek fel, s ennek folytán az utóbbi közvetlenül Csógen halála után (1206) távozott Narából.
Alig mérhetjük fel, milyen nehézségekkel került szembe Csógen a Tódaidzsi újjáépítésekor. A templomegyüttes és az egyes épületek eredeti méreteit feltétlenül meg kellett őriznie. Amikor a Nara-korszakban felépítették a hatalmas templomegyüttest, rendelkezésükre állt az állam anyagi eszközeinek tetemes része. Ekkor viszont nem volt az udvarnak és az udvari nemességnek politikai hatalma, gazdaságilag is legyengült, a feltörekvő feudális nemességnek pedig még hiányzott a kellő gazdasági ereje ahhoz, hogy egymaga viselje az óriási költségeket. Bár Minamoto no Joritomo sógun (Kamakura-korban az első sógun és a kamakurai bakufu megalapítója) tekintélyes eszközökkel támogatta az újjáépítést, s országos gyűjtést is rendeztek e célra, mégis a szükséges anyagiaknak csak töredéke gyűlt össze.
Csógen kénytelen volt minimális anyagot és pénzt felhasználni, azonban nem csak a siralmas pénzügyi helyzettel kellett számolnia. Komoly nehézségekkel járt a munkálatok kivitelezése is, mert a kézművesek kecses és dekoratív templomok építéséhez szoktak (mivel a Heian-korszakban ez volt a jellemző), s nem olyan monumentális alkotásokéhoz, mint a Tódaidzsi.
A fennmaradt Nandaimon (Nagy déli kapu) ezen újjáépítés eredménye a 12. századból, mely a kínai Szong-dinasztia stílusa alapján készült. A déli kapuban álló két Kongó Rikisi (金剛力士) szobor, melyek egyenként 28 láb (körülbelül 8,5 m) magasak, közel egy időben készültek a kapuval. A szobrokat Unkei és Kaikei, a kor és a történelem híres szobrászai, valamint munkásaik építették. A Kongó Rikisi vagy más néven Nió egy úgynevezett A-un pár. Az Ungjo, aminek a hagyomány szerint zárva van a szája, és az Agjo, aminek nyitva van.A tűzvész utáni bonyolult helyreállítói projekt 4,7 millió dollárba került és a kiotói Nemzeti Kincsek Javításáért Felelős Intézet 15 szakértőjéből álló csapata végezte.

## Épületei

### Nagy Buddha csarnoka
A Tódaidzsi leghatalmasabb építménye a Nagy Buddha Csarnoka, (Kon-dó, 金堂 vagy Daibucuden, 大仏殿), amelyet ötéves munka után 752-ben avattak fel. Benne mintegy 16 méter magas bronzkolosszus állt. Az aranycsarnok hossza mintegy 88 méter, mélysége körülbelül 51 és magassága csaknem 48 méter volt. 1180-ban, amikor két család harcai által szét volt szabdalva Japán, a Taira nemzetség csapatai feldúlták és felégették a Minamoto klánt támogató Tódaidzsit. A 13. század elején azonban újra felépítették, de 1567-ben ismét lángok martaléka lett. Újjáépítésekor, 1709-ben körülbelül egyharmadával megrövidítették és teljesen elrontották az épület hajdan csodálatos arányait. Egész architektúráját oly mértékben megváltoztatták, hogy a Nagy Buddha Csarnoka már nem ad hű képet a Nara-korszak építőművészetéről.

### Pagodái
A belső templomudvaron kívül fekvő, mindkét saját fedett folyosóval ellátott hétszintes pagoda körülbelül 97 méter magas volt. Mindkettőt villámcsapás pusztította el, s egyiket sem építették újjá.

### Megmaradt épületek

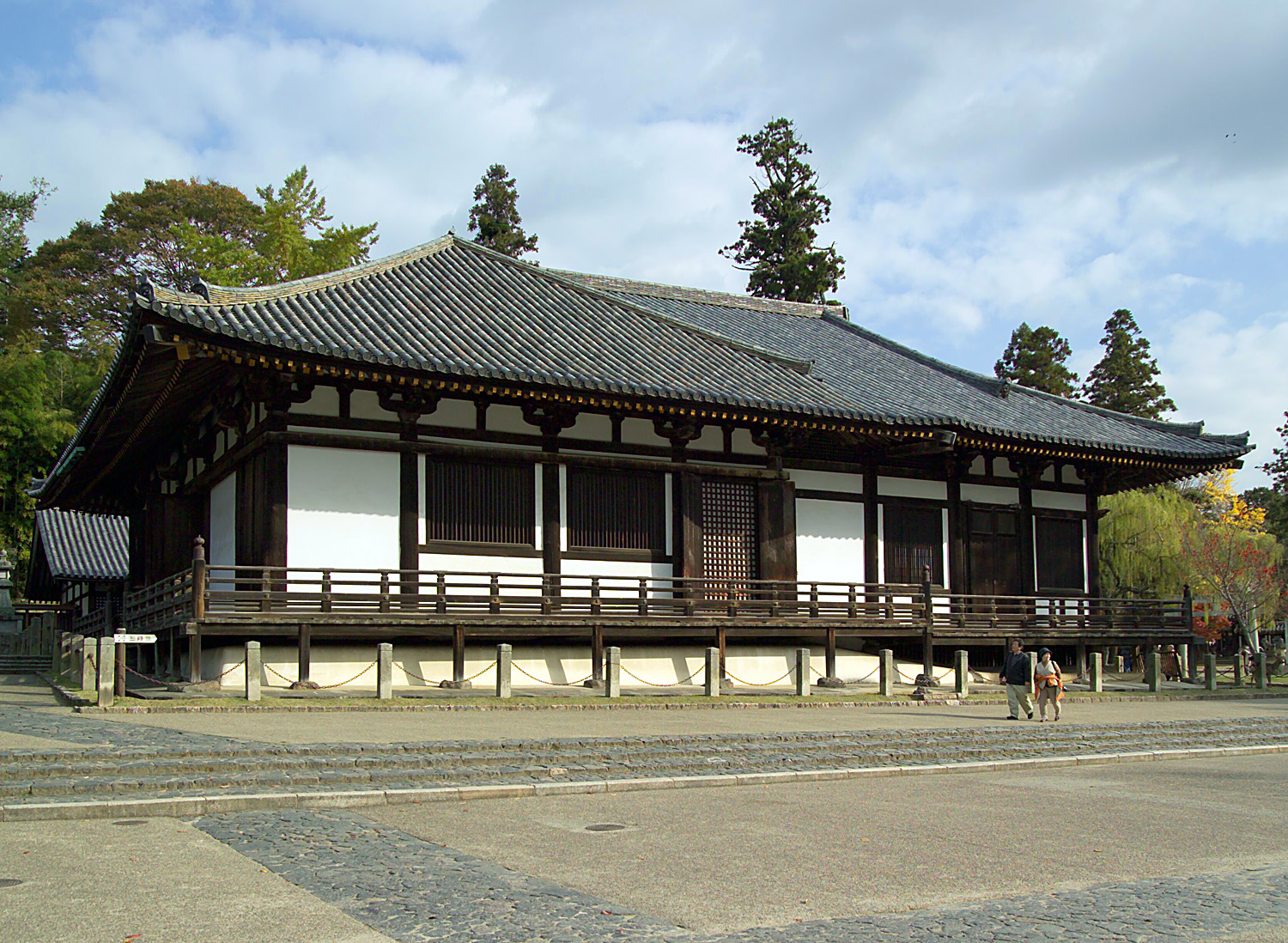
A Hokke-dó (法華堂) szintén Japán nemzeti kincsei közé tartozik

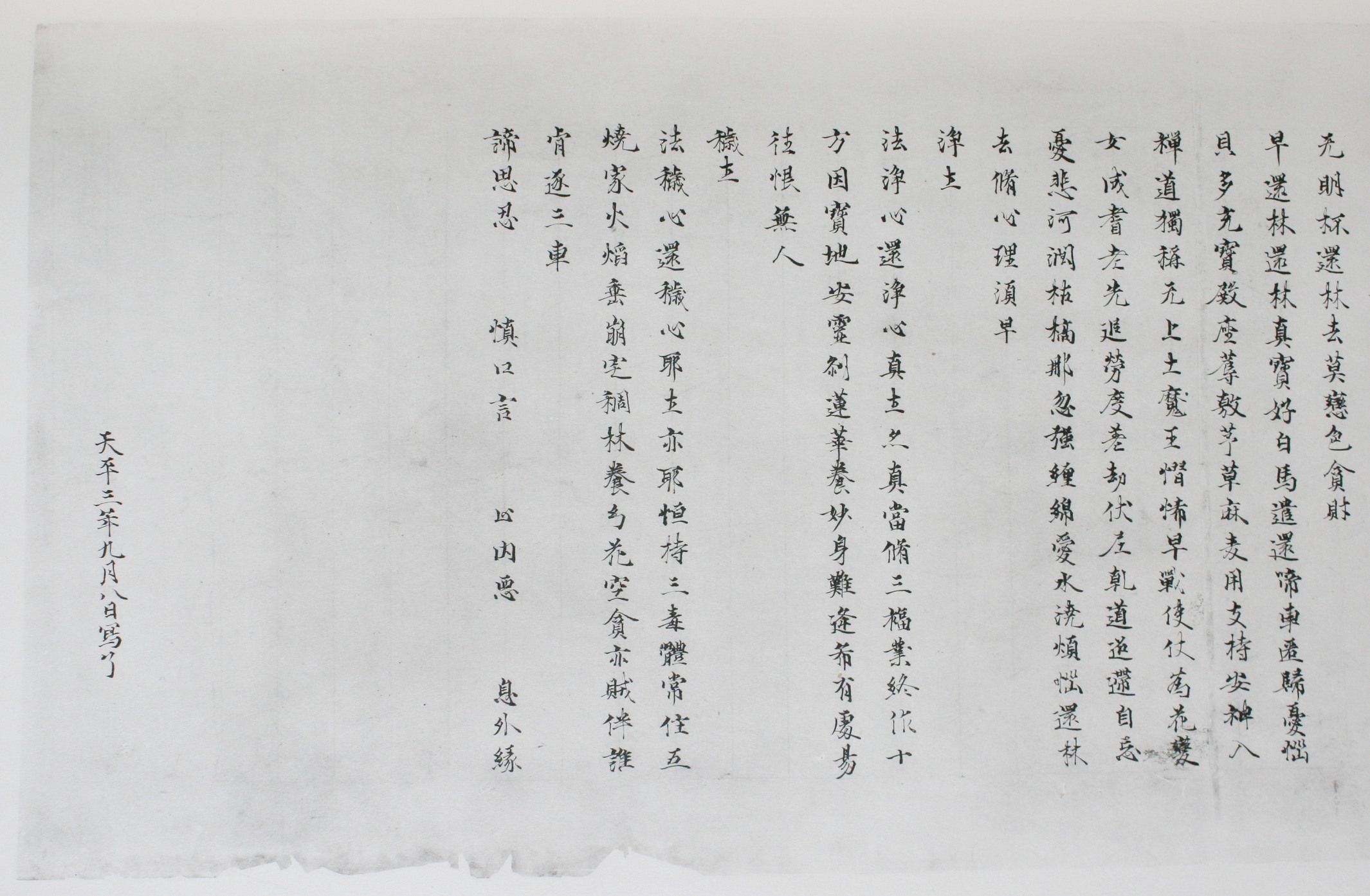
Sómu császár kalligráfiája a Sószó-in-ben

A Tódaidzsi sok épülete közül csak a viszonylag jelentéktelen, kis szútrák csarnokának (Szangacu-dó, 三月堂 vagy Hokke-dó, 法華堂) néhány részlete és a kincstár (Sószó-in, 正倉院) maradt meg eredetiben. A szútrák csarnokának mintegy kilencméteres hátsó oldala és egyik, valamivel több mint hétméteres oldalfala ad csupán hiteles képet a Nara-korszak erőteljes, kiegyensúlyozott és áttekinthető építészetéről. A szútrák csarnokának homlokzatát és egyik oldalfalát a 13. században megváltoztatták a csarnokhoz tartozó Rei-dó, azaz szertartási csarnok átépítésekor. Eredetileg független tetőgerince volt, és csak az ereszcsatorna mentén érintkezett magával az épülettel, az átépítésnél azonban közvetlenül csatlakoztatták.
A cölöpökre épített kincstár, amelyben a narai Daibucu számára összehordott kincseket őrizték, alapjában véve két boronafalazatú raktárból és egy közöttük fekvő zsaluzott falú raktárból áll. Kontytető kapcsolja össze a három részt. A boronaépítmények falai háromszög keresztmetszetű gerendákból állnak. Számos ilyenfajta raktárt építettek az ókori Japánban, de csupán a Tódaidzsi kincstára maradt fenn.

### A Nagy Déli Kapu
A templomegyüttes 1199-ben befejezett Nagy Déli Kapuján láthatóak Csógen megoldása, a szasi hikidzsi rendszer, mellyel minden nehézség ellenére végrehajtotta az újjáépítést. Az aranycsarnok a narai Nagy Buddhával, s a templomegyüttes csaknem valamennyi épületével ismét lángok martalékává vált a 16. század második felének nagy polgárháborújában. Az óriási kapu tehát a 12. század végén újjáépített Tódaidzsinek az egyetlen építménye, mely eredeti, tendzsiku-jónak nevezett építészeti stílusában átvészelte a századokat.

## Szobrai

### A Hokke-dó szobrai

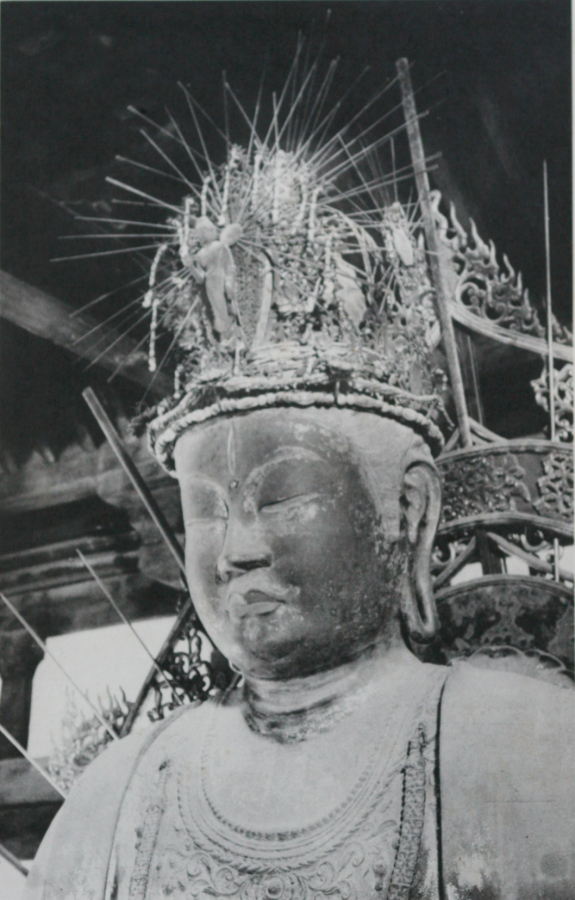
Fukú Kenszaku Kannon, Hokke-dó

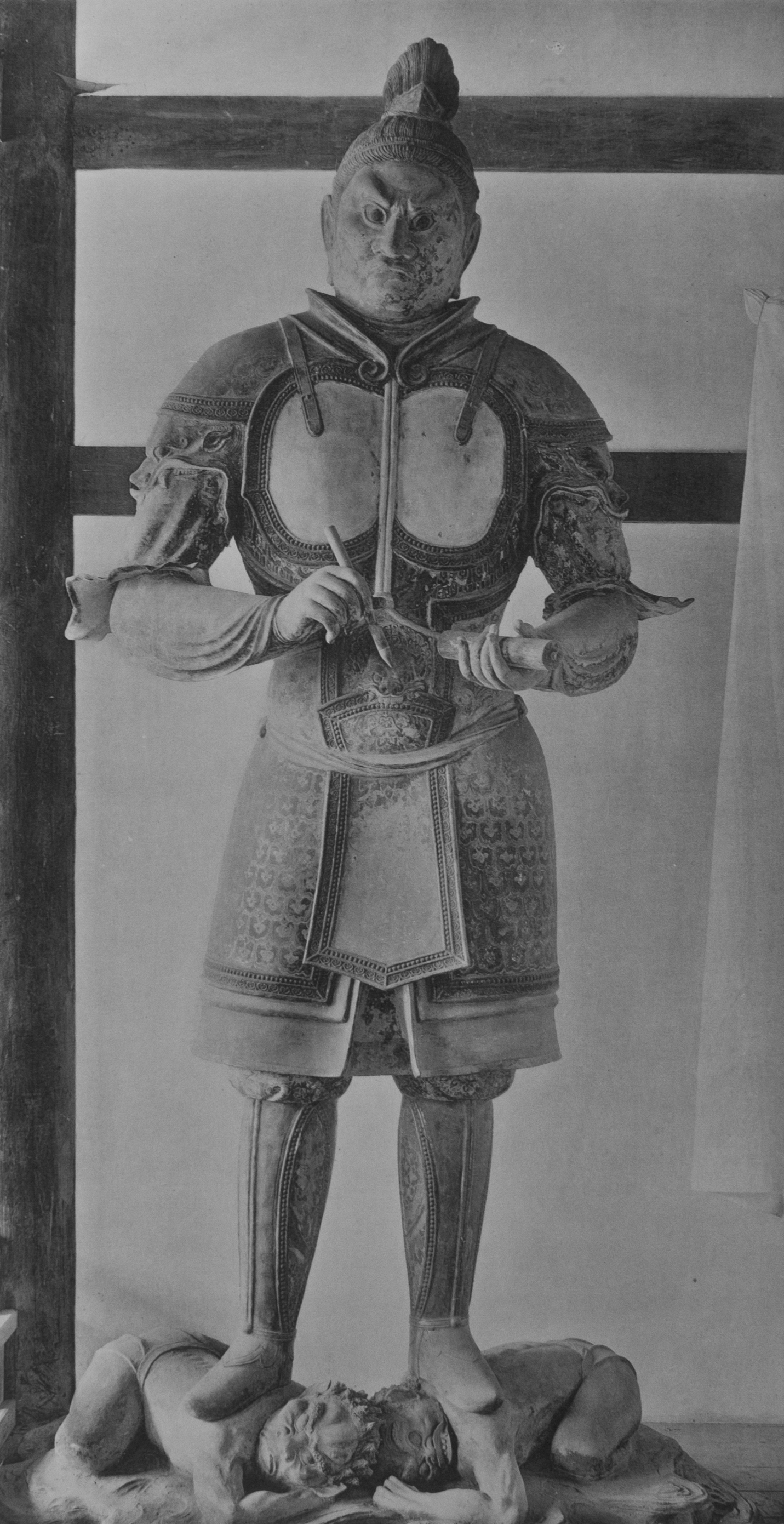
Komokuten császár a Si Tennó-ból a "Négy Nagy Királyból", Hokke-dó

A narai Tódaidzsinak részben eredeti épületében, a Hokke-dóban összesen kilenc szárazlakk és öt agyagszobrot őriznek. A háromméteres magasságot meghaladó kilenc üreges szárazlakk szobor közé tartozik a Hokke-dó főszobra, a méltóságteljes, de nem megközelíthetetlennek tűnő, nyolckarú Fukú Kenszaku Kannon, a világ minden szenvedő emberét megmentő bódhiszattvája. (Azért van nyolc karja, hogy egyidejűleg minél több embernek segíthessen.) Karjait oly ügyesen illesztették az összkompozícióba, hogy sosem keltik a természetellenesség érzését. A jó állapotban maradt szobrot régóta a késői narai plasztika legszebb alkotásai közé sorolják.
A Fukú Kenszaku Kannon talapzata előtt áll a két Kongó Rikisi erőtől duzzadó alakja. Méretük, stílusok és készítési technikájuk szempontjából a Hokke-dó főszobrához nagyon hasonló, gazdagon festett szobrok. Ellentétben a Hórjú-dzsi belső kapujának Kongó Rikisi figuráival, tartásuk minden szigor mellett nyugalmat, komolyságot és méltóságot sugároz.
A Hokke-dó szárazlakk szobrainak keletkezési dátuma 733 lehet, vagyis megegyezik az épület befejezésének időpontjával. A csarnok tehát már a Tódaidzsi építésének hivatalos megkezdése előtt is állt. Ezzel szemben az itt őrzött, közel életnagyságú öt agyagszobor későbbi keletkezésű.
A szobrászattörténeti tanulmányok egyik alapszabálya, hogy mindig figyelembe kell venni a szobrok elrendezését és az egyes szobrok viszonyát mindenkori helyükhöz. Ez fenntartás nélkül érvényes a buddhista kultikus szobrászatra is. Ennek alapján könnyen felismerhető, hogy a szobrok jelenlegi elrendezése a Hokke-dóban nem azonos az eredetivel. Az agyagszobrokat eredetileg minden valószínűség szerint a Tódaidzsi más épületei számára alkották, s csak később kaptak helyet a Hokke-dóban.
Az öt alak stílusa egészében véve közeli rokonságot mutat négy, feltehetőleg 754 körül keletkezett, ugyancsak nagyjából életnagyságú agyagszobor stílusával. A Si Tennó, a négy nagy király vagy védistenség a Kaidan-in templomban, a Tódaidzsi 754-ben épült avatási csarnokában áll. Fel kell tennünk, hogy a Hokke-dó öt agyagszobrát és a Kaidan-in Si Tennó szobrait a művészeknek egyazon csoportja alkotta 754 körül. Ez azt is jelentené, hogy e szobrok a híres Rosana Buddha (ismertebb nevén a narai Daibucu) elkészítése utáni időben keletkeztek. Az utóbbit több tekintetben a Nara-kori szobrászat csúcsának, s ezen túlmenően a japán buddhista szobrászművészet tetőpontjának tartják.

### A narai Nagy Buddha
E monumentális mű létrehozását hivatalosan 743-ban kezdték meg. A mintegy 16 méter magas, 452 tonna súlyú szobor nemcsak Japán, de az egész világ legnagyobb bronz Buddha-szobra. Több alkalommal kudarcba fulladt öntését 747-ben sikerült befejezni. Felavatására – „a Nagy Buddha szemeinek kinyitása” alkalmából rendezett szertartásra – 752-ben került sor. A szobor bearanyozása 757-ben ért véget.
A Daibucu keletkezésének története meglehetős pontossággal hagyományozódott az utókorra. Nem nehéz megállapítani, hogy az egyre erősödő társadalmi és politikai bizonytalanság közepette hozták létre, ahogyan azt sem, hogy e vállalkozások jelentős gazdasági megterheléssel jártak. Azon sem kell tehát csodálkoznunk, hogy kevéssel a világ legnagyobb Buddha-szobrának elkészülte után az általános kimerülés jelei mutatkoztak a korabeli társadalom számára túl nagy anyagi erőfeszítés következményeképpen. A hatalmas bronzszoborba a szó szoros értelmében belezsúfolták több mint egy évtized anyagi és szellemi erőit
A japán kultikus szobrászat, amelynek fejlődése főként a 7. század második felétől állandóan felfelé ívelt, a narai Nagy Buddhával elérte és túl is haladta tetőpontját.
1567-ben a csarnok leégett, a szoborfej megolvadt és lezuhant. A mai szobor lényegében 1692-ből származik. Többszöri újraöntését és restaurálását olyan hanyagul végezték, hogy a mostani „Nagy Buddhát” nem ok nélkül mondják csúnya karikatúrának. Az eredetiből kizárólag a hatalmas talapzat lótuszviráglevelei maradtak meg, melyekre a buddhista világegyetem finom vonalú ábráját vésték. E maradvány alapján is megállapítható, hogy a maga teljességében a hajdani szobor művészileg is nagy erejű alkotás lehetett.

#### Méretei
- Magasság: 14,98 m
- Arc: 5,33 m
- Szemek: 1,02 m
- Orr: 0,5 m
- Fülek: 2,54 m

### A Tódaidzsi bronzlámpája

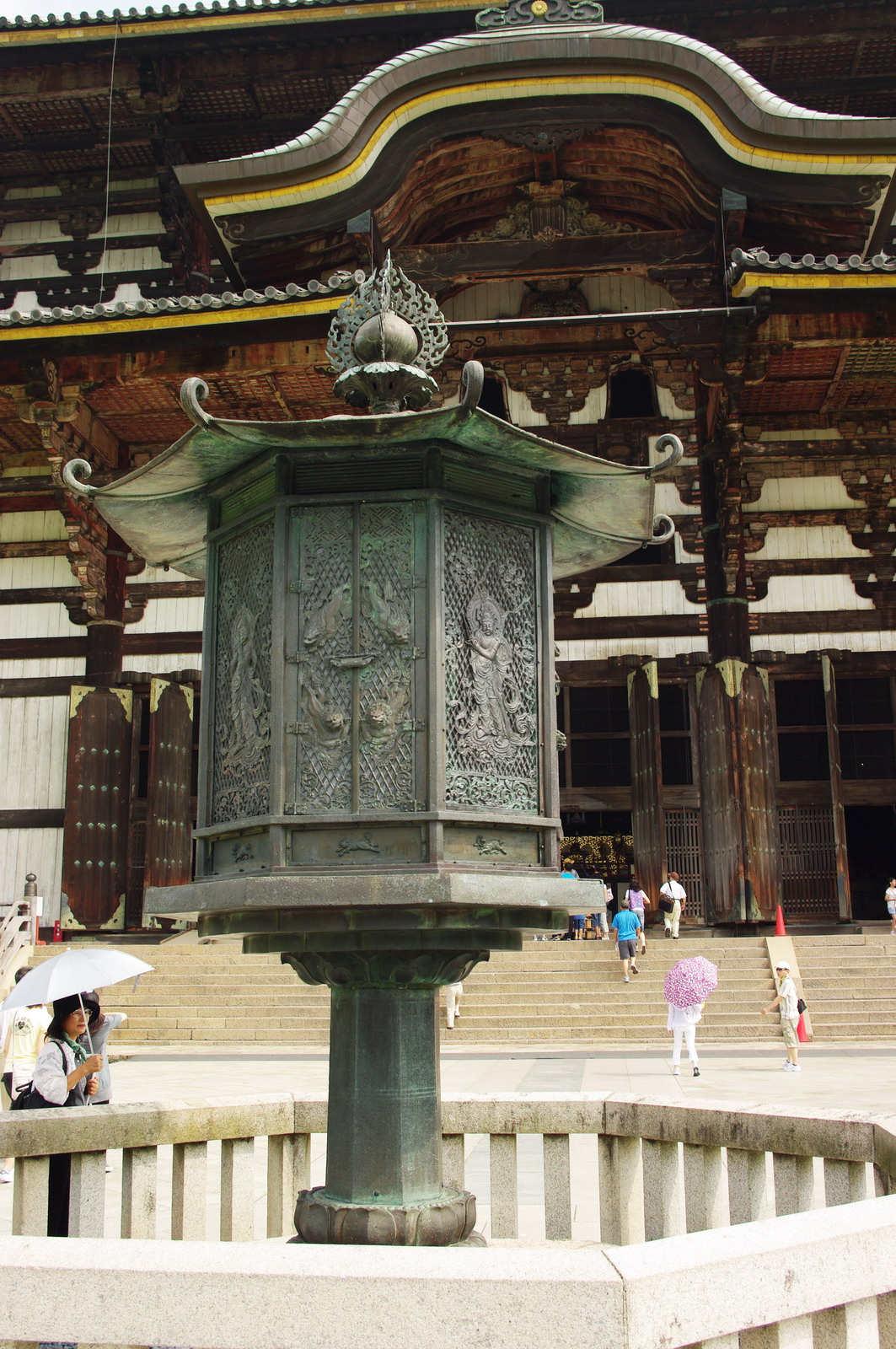
Bronzlámpa a Tódaidzsi Nagy Buddha Csarnokának bejárata előtt

Bizonyos fokig következtethetünk a narai Nagy Buddha stílusára azokból az angyalszerű lényeket ábrázoló lapos domborművekből is, amelyeket az aranycsarnok főbejáratánál álló szoborkolosszussal egyidős áttört bronzlámpa négy oldalán láthatunk. A nyolcszögű bronzlámpa másik négy mezőjét fantasztikus állatalakok képei díszítik. Bár a négy angyalfigura ábrázolása kissé zsúfolt, hullámzó mozgásuk kétségkívül kecsesen hat.

### Kongó Rikisi szobrok
A Tódaidzsi Nagy Déli Kapujában álló két harcos őrszellem, a két Kongó Rikisi monumentális szoboralakja a Kamakura-kor egyik híres szobrászának, Unkei-nek a nevéhez fűződik. A templom krónikájából megtudhatjuk, hogy a több részből összeállított, nyolc méternél magasabb faszobrok 1203-ban rövid idő, mintegy két hónap alatt készültek el Unkei, és tanítványa, Kaikei vezetésével.

## Japán nemzeti kincsei a Tódaidzsiban

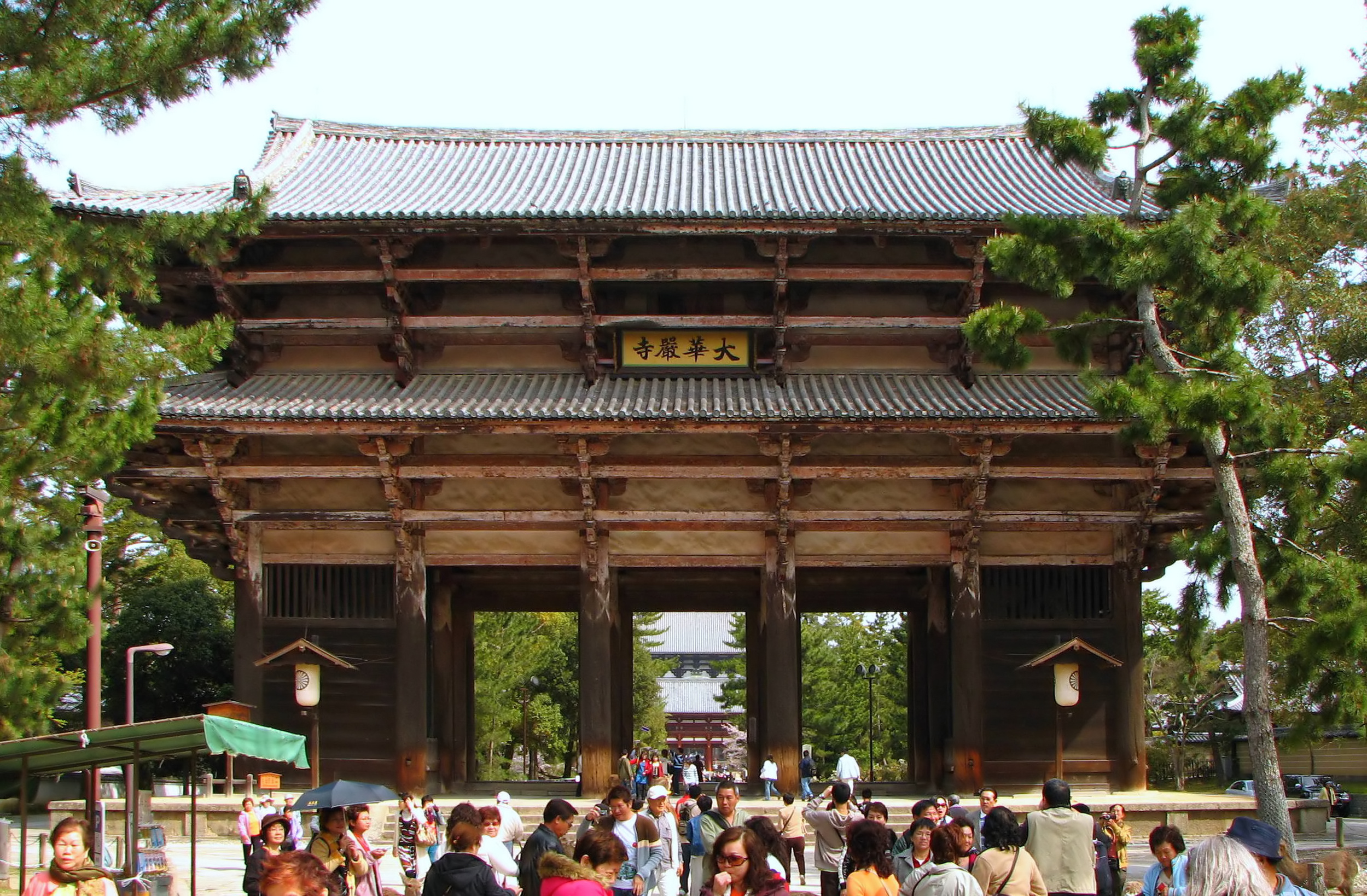
Tódaidzsi, Nagy Déli Kapu (東大寺の南大門)

- Kon-dó/Daibucuden (金堂/大仏殿)
- Nandaimon (南大門)
- Kaizan-dó (開山堂)
- Sóró (鐘楼)
- Hokke-dó/Sangacu-dó (法華堂/三月堂)
- Nigacu-dó (二月堂)
- Tegaimon (転害門)

## Főbb események
- 728: A megbékélés jegyében Sómu császár megépítteti a Tódaidzsi elődjét a Kinsószen-dzsit

- 741: Sómu császár rendelete: vidéki templomépítkezések támogatása,[15] a Kinsószen-dzsi lesz Jamato tartomány főtemploma

- 743: A császár parancsára megkezdődik a Daibucu (大仏) építése Sigarakiban[16]

- 745: A főváros áthelyezése Heidzsó-kjóba, itt fejezik be az építkezéseket, ekkortól használják a Tódaidzsi elnevezést[17]

- 752: Szemfelnyitó ünnepség, mellyel megünnepelték a Daibucu felavatását[18]

- 855: A Nagy Buddha szobor feje hirtelen leesik a földre, ajándékgyűjtést szerveztek a birodalomban a hívők körében annak érdekében, hogy újat tudjanak készíteni, és egy, a testen jobban elhelyezkedő fejet tettek a szoborra[19]

- 1994: Az UNESCO támogatásával nagyszabású könnyűzenei koncertet tartottak a templomban The Great Music Experience címmel, melyen többek között fellépett Bob Dylan, Jon Bon Jovi, Richie Sambora és az X Japan.[20]

## Fordítás
Ez a szócikk részben vagy egészben  a   Tōdai-ji című angol Wikipédia-szócikk fordításán alapul.  Az eredeti cikk szerkesztőit annak laptörténete sorolja fel. Ez a jelzés csupán a megfogalmazás eredetét és a szerzői jogokat jelzi, nem szolgál a cikkben szereplő információk forrásmegjelöléseként.